# Сан Панталео (Олбија-Темпио)
Сан Панталео је насеље у Италији у округу Сасари, региону Сардинија.
Према процени из 2011. у насељу је живело 654 становника. Насеље се налази на надморској висини од 174 м.